# Theodor Mortensen
Ole Theodor Jensen Mortensen (* 22. Februar 1868 in Harløse, Hillerød Kommune; † 3. April 1952 in Frederiksberg) war ein dänischer Zoologe.

## Leben
Mortensen war der Sohn des Lehrers Johannes Gottlieb Mortensen und seiner Frau Petra Cathrine Jensen. 1885 legte er das Artium (das dänische Abitur) am Frederiksborg Gymnasium und 1890 auf Wunsch eines Vaters das Theologieexamen an der Universität Kopenhagen ab. Sein eigentliches Interesse galt jedoch der Naturgeschichte, die er eine Zeit lang an der Blindenanstalt unterrichtete, während er für sein naturwissenschaftliches Diplom studierte. 1894 war er Assistent am Zoologischen Institut in Gießen, wo er mit der Bearbeitung der Stachelhäuter aus der deutschen Plankton-Expedition (1889) betraut wurde. 1895 erlangte er den Candidatus magisterii. Von 1895 bis 1897 war er als Assistent an der Dansk biologisk Station tätig, wo er kleinere Arbeiten über Fischereibiologie und eine größere Abhandlung über die Biologie des Roskilde-Meeres (1897) schrieb. 1897 verteidigte er seine Dissertation zum Doktor der Philosophie mit der Arbeit Systematiske Studier over Echinodermlarver. Im April 1901 heiratete er in Ordrup Valborg Nathalie Blomberg. 1902 wurde er Assistent, zunächst an der Zoologischen Studiensammlung und ab 1908 am Zoologischen Museum Kopenhagen. 1917 wurde er schließlich als leitender Kurator in der zweiten Abteilung des Museums angestellt, eine Position, die er bis 1933 innehatte.
Mortensens wissenschaftliches Gebiet waren vor allem die Stachelhäuter, und durch eine beträchtliche Anzahl von ihm persönlich illustrierter Publikationen, darunter Undersøgelser over vor almimdelige Rejes Biologi (1897), The Ophiuridae über Schlangensterne gemeinsam mit seinem Mentor Christian Frederik Lütken (1899), Echinoidea, I-II basierend auf den Ergebnissen der Ingolf-Expedition (1903 und 1907), Echinoidea über die Seeigel-Ausbeute aus einer Expedition in den Golf von Siam (1899–1900) (in Zusammenarbeit mit Johannes Schmidt), Studies on the development of Crinoids (1920) sowie Development and larval forms of Echinoderms (1921), wurde er einer der weltweit renommiertesten Forscher auf dem Gebiet der Seeigel. Zu seinen Abhandlungen über andere Tiergruppen zählt die Behandlung der nordischen Rippenquallen (1912), die während der Ingolf-Expedition gesammelt wurden, darunter eine Monographie über die Gattung Tjalfiella.
Gemeinsam mit dem Algenforscher Frederik Børgesen besuchte er 1906 das ehemalige Dänisch-Westindien. Von November 1913 bis Juni 1916 segelte er durch den Pazifik und machte umfangreiche Sammlungen auf den Philippinen, in Japan, Australien, Neuseeland (einschließlich der Aucklandinseln und der Campbell-Inseln), Hawaii, an der Pazifikküste der Vereinigten Staaten und in Panama. Von 1921 bis 1922 besuchte er mit dem Botaniker Hjalmar Jensen die Kei-Inseln westlich von Neuguinea. Aus diesen Gewässern sowie aus der Javasee und der Sundastraße wurden neue Sammlungen zusammengetragen, die zwischen 1929 und 1930 durch Meerestiere aus Java, Ost- und Südafrika, Mauritius und St. Helena ergänzt wurden. In den Jahren 1936 und 1937, im Alter von fast 70 Jahren, unternahm er zwei Reisen zu unterschiedlichen Jahreszeiten zum Roten Meer, um die Larvenentwicklung der Stachelhäuter erneut zu studieren.

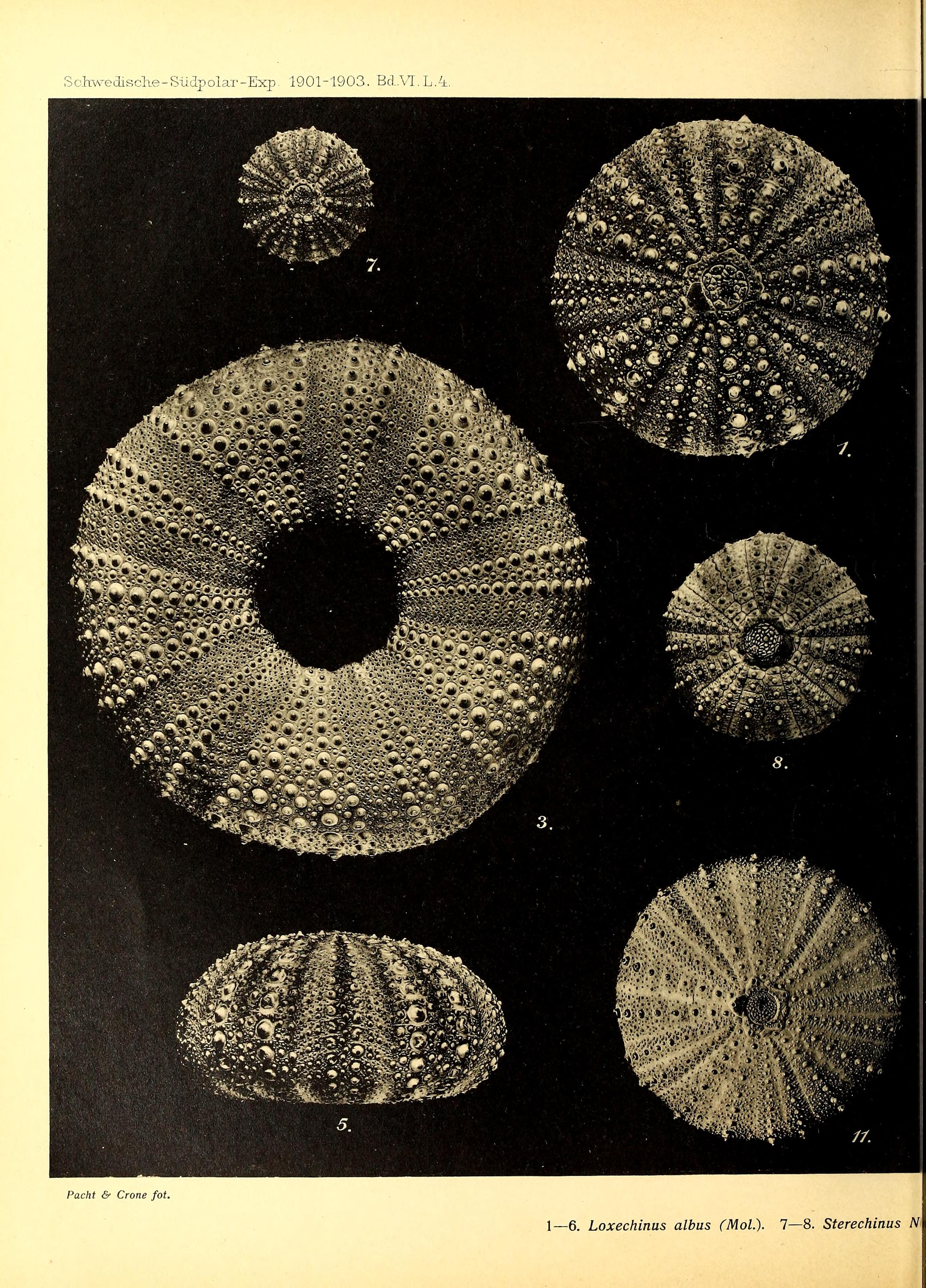
Tafel aus Swedish South Polar Expedition (1910)

Mortensen überzeugte lokale Behörden, biologische Stationen, Fischereiinstitute oder Fischer davon, alle Arten von Schiffen zur Verfügung zu stellen und selbst unter den primitivsten Arbeitsbedingungen dafür zu sorgen, dass alle Daten sorgfältig aufgezeichnet wurden. Während die Carlsberg-Stiftung die meisten Reisen unterstützte, finanzierten der Staat und insbesondere die Rask-Ørsted-Stiftung seine Schriften über die Pazifik-Expeditionen. Sie wurden von Mortensen herausgegeben und umfassen fast 100 Abhandlungen von etwa 6000 Seiten, die von ihm persönlich (über die Stachelhäuter) und zahlreichen in- und ausländischen Wissenschaftlern verfasst wurden. Hinzu kommen Contributions to the Study of the Development and Larval Forms of Echinoderms I-IV, (1931–1938), Handbücher über Stachelhäuter (einschließlich der britischen, 1927) sowie die Bearbeitung einer großen Anzahl von Stachelhäutern, die ihm von Kollegen aus aller Welt zugesandt wurden. Durch Schenkungen und Austausch mit diesen wurden die Sammlungen weiter ausgebaut, sodass die Stachelhäuter-Sammlung des Zoologischen Museums Kopenhagen während Mortensens Amtszeit zur umfangreichsten weltweit wurde.
Im Alter von 60 Jahren begann er mit der Arbeit an seiner großen Monographie über Seeigel, und es gelang ihm, den letzten Band wenige Monate vor seinem Tod im Alter von 84 Jahren zu veröffentlichen. A monograph of the Echinoidea (1928–1951) wurde von der Carlsberg-Stiftung finanziert und umfasst alle 1150 zu dieser Zeit bekannten rezenten Arten und fossilen Gattungen. Es umfasst 16 große Quarto-Bände mit 4300 Seiten Text, 2500 eigenen Zeichnungen und 550 Tafeln. Insgesamt verfasste Mortensen nahezu 200 Abhandlungen – fast ausschließlich über Stachelhäuter, wenn auch einige über Rippenquallen und deren Phylogenie (darunter die sessile Form Tjalfiella aus Westgrönland, 1912). Zu seinen allgemeineren Schriften gehören faunistische Arbeiten über den Ringkøbing Fjord und den Limfjord, über die Tierwelt an Sandstränden und über den Naturschutz.
Im Jahr 1906 initiierte er die Schriftenreihe Danmarks Fauna (Dänemarks Fauna) innerhalb des dänischen Vereins für Naturkunde, die er bis 1914 herausgab und die seitdem in vielen anderen Ländern Nachahmer gefunden hatte. Von 1899 bis 1913 war er außerdem Herausgeber der Verbandszeitschrift und vertrat Dänemark viele Jahre lang als Mitglied des Ausschusses für zoologische Kongresse und der Nomenklaturkommission.
Mortensen Interesse an der Erforschung der Natur machte ihn zu einem entschiedenen Befürworter der Einrichtung eines dänischen Meereslabors.

## Ehrungen und Dedikationsnamen

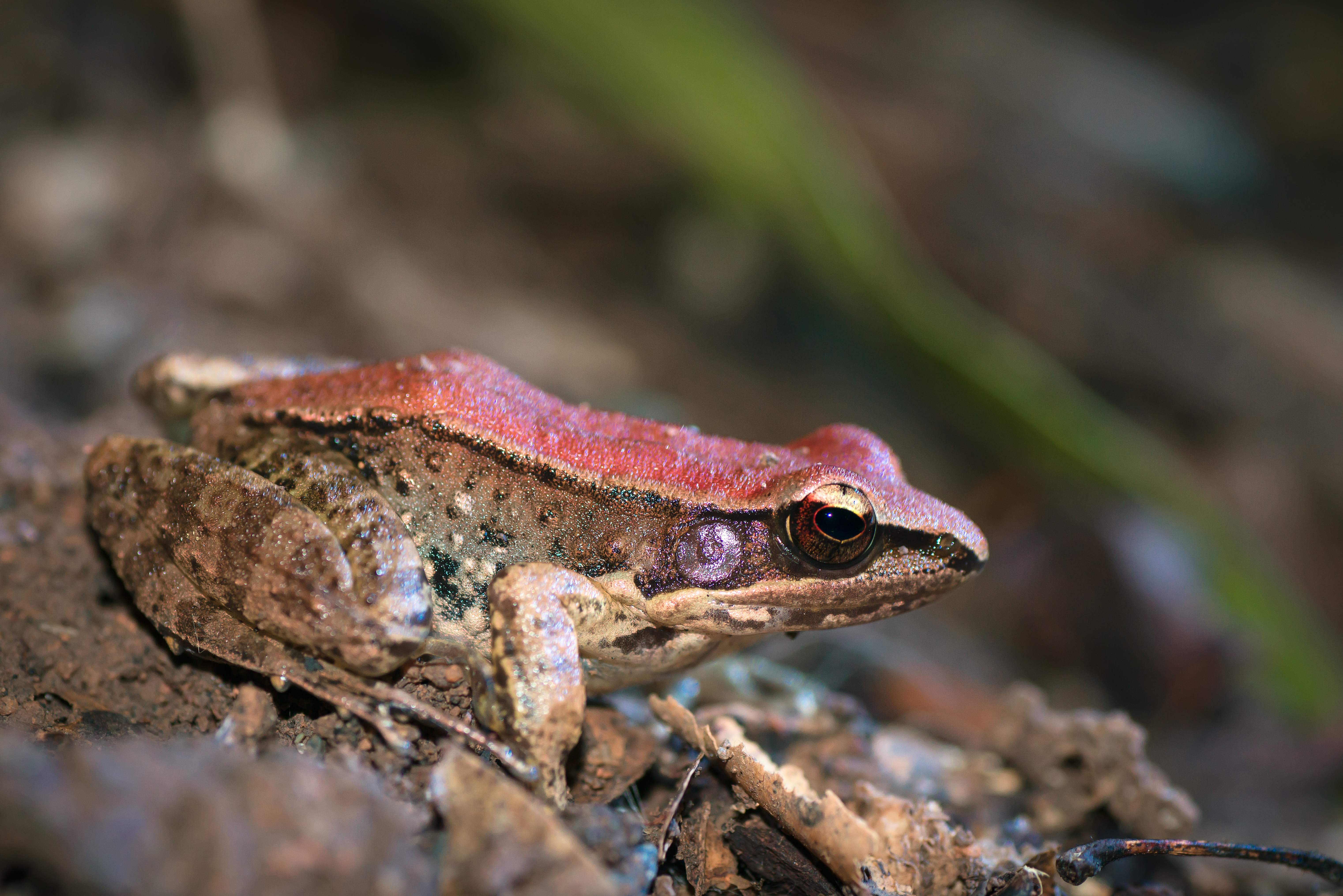
George Albert Boulenger benannte 1903 die Froschart Sylvirana mortenseni zu Ehren von Theodor Mortensen.

Mortensen war Auslandsmitglied der Linnean Society of London, die ihm 1951 die Linné-Medaille verlieh. 1920 wurde er zum Mitglied der Königlich Dänischen Akademie der Wissenschaften ernannt. Nach Mortensen sind über 140 Arten benannt worden, die das Artepitheton mortenseni haben, darunter die Froschart Sylvirana mortenseni aus Thailand, Laos und Kambodscha.